# Individualrecht
Der Ausdruck Individualrecht (iura singulorum) bezeichnet in der Moral- und Rechtsphilosophie ein Recht, das einem Individuum zukommt. Beispiele sind das Recht eines Individuums auf freie Meinungsäußerung und auch andere Freiheitsrechte sowie überhaupt die z. B. in den Artikel 1 bis 19 des deutschen Grundgesetzes formulierten Rechte, aber auch durch sonstige gesetzliche Regelungen einklagbaren Rechte wie etwa Rentenansprüche. Gegenbegriffe sind etwa „Sozialrechte“, „Kulturrechte“ oder sogenannte „ökonomische Rechte“, d. i., Rechte, deren Geltendmachung nur bei hinreichenden Ressourcen der Rechtsadressaten möglich ist.
In Debatten der praktischen Philosophie wird beispielsweise diskutiert, inwiefern grundsätzlich und in konkreten Typen von Konfliktfällen Individualrechte gegenüber strukturellen Gesichtspunkten zu gewichten sind, oder wie beim Konflikt zwischen Individualrechten zweier oder mehrerer Personen ein Wertvorzugsurteil begründbar ist. Dabei und darüber hinaus ist strittig, ob Individualrechte für die normative Ethik grundlegend sind, evtl. sogar als deren einzige Grundlage. Positionen, die Letzteres vertreten, etwa John Locke und sich daran anschließende, werden als Libertarismus bezeichnet und abgegrenzt von Familien ethischer Theorien, die z. B. wechselseitige Verpflichtungen (Kontraktualismus), soziale Rollen und Lebensformen (Tugendethik), oberste Moralprinzipien (einige deontologische Theorien, etwa diejenige Kants) oder die Handlungsfolgen hinsichtlich Nutzen, Gemeinwohlvergrößerung oder Präferenzerfüllung (Utilitarismus) für grundlegender halten. Eine naturrechtliche Begründung von Individualrechten entwickelte bereits Hugo Grotius.